# 邦内尔 (佛罗里达州)
邦内尔（英語：Bunnell）是美国佛罗里达州弗萊格勒縣下属的一座城市。建立于1913年。面积约为12.1平方公里（约合4.7平方英里）。根据2010年美国人口普查，该市有人口2,676人。论人口在本州排行第260。